# عمر جميعي
عمر جميعي (بالإنجليزية: Omar Gomai) مخرج ومؤلف مصري مواليد عام 1899، سافر إلى فرنسا عام 1930 وظل بها حتى عام 1937 يتردد على المسارح واستديوهات السينما. بدأ حياته الفنية مخرجاً مسرحياً ومنتجاً لعدد من الافلام، كما قام بكتابة القصة والسيناريو والحوار لعدد من الأفلام  وكانت فترة عمله الفني حوالي 20 سنة من 1941 وحتى 1951 قدم خلالها:
التمثيل في فيلماً واحداً «رباب» للمخرج أحمد جلال عام 1942.
مونتاج فيلماً واحداً من إخراجه وهو «اللعب بالنار» عام 1948.
إنتاج فيلماً واحداً من إخراجه وهو «اللعب بالنار» عام 1948.
تأليف 11 فيلماً من 1941 حتى 1951 بالتعاون مع المخرجين: أحمد بدرخان «إنتصار الشباب»، وهنري بركات «أعز الحبايب»، وحسن حلمي «العرسان الثلاثة».

## قائمة أعماله في الإخراج
فيلم «نداء القلب» بطولة إبراهيم حمودة وسميره خلوصي، عام 1943
فيلم «رجاء» بطولة أنور وجدي وأمينة شريف، عام 1945
فيلم «الأم» بطولة حسين رياض وأمينة رزق، عام 1945
فيلم «الأب» بطولة محمود المليجي ودولت أبيض، عام 1947
فيلم «اللعب بالنار» بطولة شريفة فاضل وفريد شوقي، عام 1948
فيلم «السجينة رقم 17» بطولة ماري كويني وعماد حمدي، عام 1949
فيلم «وداعًا يا غرامي» فاتن حمامة وعماد حمدي، عام 1951
فيلم «أولادي» بطولة مديحة يسري وشادية، عام 1951

## وصلات خارجية
- عمر جميعي على موقع IMDb (الإنجليزية)
- عمر جميعي على موقع الدهليز
- عمر جميعي على موقع قاعدة بيانات الأفلام العربية
- عمر جميعي على الدهليز
- عمر جميعي على كاروهات